# Multikino Ursynów
Multikino Ursynów – multipleks kinowy i budynek usługowy w Warszawie, który znajdował się w latach 1999–2024 przy al. Komisji Edukacji Narodowej 60, należący do sieci działającej pod marką Multikino.

## Historia
Budynek Multikina Ursynów położony był przy alei Komisji Edukacji Narodowej 60 w warszawskiej dzielnicy Ursynów, na terenie obszaru Miejskiego Systemu Informacji Ursynów-Centrum. Znajdował się przy skrzyżowaniu z ulicą Indiry Gandhi, w pobliżu stacji metra Imielin, naprzeciwko ratusza dzielnicy. Został wybudowany w latach 1998–1999 według projektu zespołu pracowni APA Markowski & Wojciechowski przy współpracy Epstein Development w składzie: Szymon Wojciechowski, Andrzej Markowski, Sergiusz Frąckiewicz, Witold Dudek, Leszek Tomaszewski, Beata Książek, Janusz Filimon i Maciej Nowosielski. Inwestorami przedsięwzięcia były grupa ITI i UCI.
Poza kinem w budynku otwarto m.in. bar Starlight Café, restaurację sieci Sphinx oraz lokal Pizza Marzano. Wśród innych usług działał tu także Egurrola Fitness Club.
Kino zostało otwarte we wrześniu 1999 roku. Podczas pierwszego seansu wyświetlono film w reżyserii George’a Lucasa Gwiezdne wojny: część I – Mroczne widmo.
Multikino Ursynów było pierwszym multipleksem kinowym w Warszawie, a drugim w Polsce (po Multikinie Poznań). W momencie jego otwarcia było też kinem o największej liczbie sal w mieście.
Budynek powstał na terenie przeznaczonym na handel, usługi, kulturę, urzędy i biura w ramach pasma Ursynów-Natolin projektowanego od 1971 roku pod kierownictwem Marka Budzyńskiego. W 2021 roku uchwalony został miejscowy plan zagospodarowania przestrzennego obszaru w rejonie ulicy Indiry Gandhi, zgodnie z którym w miejscu Multikina pozwolono na zabudowę usługową lub mieszkaniową wielorodzinną z usługami na parterze o wysokości minimalnej 14 m, maksymalnej 23 m, z dominantą od strony południowej do wysokości 33 m.
W marcu 2023 roku działkę wraz z budynkiem kina kupiło przedsiębiorstwo działające w branży deweloperskiej – GH Development. Kino zostało zamknięte 18 sierpnia 2024, ostatnim wyświetlanym filmem był Obcy: Romulus. Rozbiórka budynku rozpoczęła się w listopadzie 2024 roku, a jej zakończenie zaplanowano na luty 2025.

## Architektura
Dwukondygnacyjny budynek miał powierzchnię całkowitą wynoszącą 9670 m², użytkową 8053 m² i kubaturę 83 300 m³. Mieścił 12 sal kinowych należących do sieci Multikina. Przewidziano je na łącznie ponad 2700 widzów. W największej z nich znajdowały się 504 fotele. Każda sala wyposażona została w strefy VIP, co było ówcześnie innowacją marketingową. Kinową funkcję obiektu uzupełniały położone na parterze lokale gastronomiczne.
Elewację budynku stanowiły m.in. bordowe płytki marblitu, którą uzupełniały niebiesko-zielone szklane ściany kurtynowe. Wynikało to z faktu, iż władze gminy chciały, by budynek był częścią lokalnego centrum, a budynki kin z założenia nie posiadają zbyt wielu okien. Nad wejściem do obiektu umieszczono proporcjonalnie duże logo kina wsparte na stalowych słupach. Obiektowi towarzyszył naziemny żelbetowy parking wielopoziomowy na 486 samochodów. Był on częściowo wykorzystywany w latach 2012–2020 jako parking Parkuj i Jedź.
Krytyk architektury Dariusz Bartoszewicz nazwał budynek „sarkofagiem”, natomiast Jerzy Majewski uznał jego architekturę za „oszczędnościową”, która pozbawiona jest finezji. W jego opinii jedynym ciekawym elementem urozmaicającym bryłę budynku są stalowe słupy przy wejściu. Z kolei Maciej Mazur zwrócił uwagę, iż jaskrawy żółto-granatowy wygląd łazienek był charakterystyczny dla lat 90. XX w.
Budynek został ujęty w książce Aleksandry Stępień-Dąbrowskiej „Jakby luksusowo. Przewodnik po architekturze Warszawy lat 90.”, nominowanej do Nagrody Architektonicznej Prezydenta m.st. Warszawy 2022, wśród 94 wyselekcjonowanych i opisanych obiektów w Warszawie, które najpełniej ukazują styl architektoniczny, trendy i różnorodność architektoniczną tego okresu w stolicy. Został także wybrany przez Martę Leśniakowską do katalogu 230 budynków (z ogólnej liczby 450) w Warszawie z okresu 1989–2001, które najlepiej oddają jego styl architektoniczny lub są cenne z punktu widzenia artystycznego i architektonicznego.

## Galeria
| - Wejście główne do kina z logiem wspartym na stalowych słupach - Parking wielopoziomowy na tyłach budynku - Lobby Multikina - Sala nr 7 kina. Widoczne czerwone fotele strefy VIP - Łazienka w części kinowej budynku w charakterystycznych dla lat. 90. XX w. jaskrawych kolorach |